# Lachlan Macquarie
Lachlan Macquarie (Ulva, 31 de janeiro de 1762 – Londres, 1 de julho de 1824) foi um oficial militar britânico e administrador colonial e serviu como governador da Nova Gales do Sul de 1810 a 1821 e teve um papel de destaque no desenvolvimento social, econômico e de arquitetura daquela colônia. Alguns historiadores relatam sua influência para a transição da Nova Gales do Sul de colônia penal para povoado livre como crucial para que a sociedade australiana tomasse forma.

## Biografia
Lachlan Macquarie nasceu na Ilha de Mull nas ilhas Hébridas da Escócia. Ele juntou-se ao exército em 1776 e serviu na América do Norte, Índia e Egito. Após servir 12 anos como capitão considerou em deixar o exército, mas continuou após ser nomeado governador da Nova Gales do Sul em 1808. Ele recebeu um mandato para restaurar o governo e a disciplina na colônia após a Rebelião do Rum contra o governador William Bligh. O governo britânico decidiu reverter sua prática de designar oficiais navais como governadores e escolheu um comandante do exército na esperança de que ele poderia assegurar a cooperação dos desregulados New South Wales Corps. Macquarie faleceu em Londres, em 1824.